# Tênis de mesa nos Jogos da Lusofonia de 2006
O torneio de tênis de mesa nos Jogos da Lusofonia de 2006 ocorreu na Nave Desportiva dos Jogos da Ásia Oriental de Macau entre 9 e 11 de outubro.

## Eventos
- Simples masculino
- Simples feminino
- Duplas masculinas
- Duplas femininas
- Duplas mistas

## Medalhistas
| Ordem | País     | Medalha de ouro | Medalha de prata | Medalha de bronze | Total |
| ----- | -------- | --------------- | ---------------- | ----------------- | ----- |
| 1     | Brasil   | 3               | 3                | 2                 | 8     |
| 2     | Portugal | 2               | 2                | 3                 | 7     |
| 3     | Macau    | 0               | 0                | 5                 | 5     |

| Evento            | Ouro                             | Prata                              | Bronze                                 |
| ----------------- | -------------------------------- | ---------------------------------- | -------------------------------------- |
| Simples masculino | PRT Ricardo Oliveira             | PRT André da Silva                 | PRT Ivo Silva BRA Ricardo Kojima       |
| Simples feminino  | BRA Mariany Nonaka               | BRA Karin Sako                     | BRA Lígia Silva PRT Leila Oliveira     |
| Duplas masculinas | PRT dos Santos / Efimov          | PRT Oliveira / da Silva            | MAC Leong / Vong MAC Chan / Iam        |
| Duplas femininas  | BRA Lígia Silva / Mariany Nonaka | BRA Karin Sako / Jéssica Yamada    | MAC Tam / Wong MAC Cheong / Chan       |
| Duplas mistas     | BRA Ricardo Kojima / Ligia Silva | BRA Arthur Requejo / Gabriela Kock | MAC Leong / Ma PRT da Silva / Oliveira |